# Buster Smith
Henry 'Buster' Smith, genannt Professor Smith (* 24. August 1904  in Alsdorf, Texas; † 10. August 1991 in Dallas) war ein US-amerikanischer Jazz-Saxophonist (Alt, Tenor), Bandleader und Arrangeur des Swing.

## Leben und Wirken
Smith kam aus einer musikalischen Familie, sein Vater spielte Gitarre und seine Mutter war Kirchenorganistin. Er soll schon mit vier Jahren an der Familien-Heimorgel gespielt haben und lernte zusätzlich Gitarre, Altsaxophon und Klarinette. Das Geld für seine erste Klarinette verdiente er sich durch Baumwollpflücken (er soll dafür 2000 Pfund in fünf Tagen gepflückt haben) und konnte schon bald nach dem Umzug nach Dallas 1922 seine Familie mit seiner Arbeit als Musiker unterstützen. Er spielte beim Voodie White Trio in Dallas und ab 1923 in „medicine shows“, bei denen es besonders auf Lautstärke ankam. 1925 hörte ihn Hot Lips Page von den „Blue Devils“, zu deren Sound er wesentlich beitrug. Nachdem Walter Page 1931 die Leitung der Band aufgab, führte er sie mit dem Sänger Ernest Williams als „13 Original Blue Devils“ weiter.
Nach deren Ende 1933 wechselte er u. a. mit Lester Young zur Band von Bennie Moten, wo er sich mit Young am Tenorsaxophon ergänzte. Nach dem Tod von Moten 1935 leitete er mit Count Basie das Oktett „Barons of Rhythm“ im Reno Club in Kansas City (mit Walter Page, Hot Lips Page, Lester Young, Jack Washington), denen sich 1936 Eddie Durham anschloss (auch als Arrangeur). Mitte der 1930er Jahre war er der Mentor und Lehrer von Charlie Parker in Kansas City, und er verstand sich auch gut mit Charlie Christian, den er schon aus Texas kannte. Smith war nicht nur ein gefragter Solist, sondern nebenbei auch Komponist und Arrangeur z. B. bei Moten (angeblich soll sogar eine Vorform des „One O’ Clock Jump“ von ihm sein). Smith begleitete Basie nicht nach New York, sondern arbeitete weiter mit einer eigenen Band, dem Paradise Orchestra, im mittleren Westen. Als er später ebenfalls nach New York ging, arrangierte er u. a. für Gene Krupa, Basie und Benny Carter. Mit Don Redman, Pete Johnson (auf „Jump for Joy“ 1939, mit Hot Lips Page) und Eddie Durham (1940) spielte er (auch auf Plattenaufnahmen). 1941 kehrte er nach Texas zurück, spielte in lokalen Bands, komponierte und arrangierte und unterrichtete. 1959 nahm er seine einzige Aufnahme unter eigenem Namen in Fort Worth für Atlantic Records auf („The legendary Buster Smith“, neu bei Koch 1999). Nach einem Autounfall in den 1960er Jahren musste er sein Instrument aufgeben. Er wechselte zur Bass-Gitarre und spielte bis in die 1980er Jahre in einer Hotelband.
Er ist in Bruce Rickers Dokumentarfilm über den Kansas City Jazz The Last of the Blue Devils von 1980 zu sehen.

## Nachweise
1. ↑   Frank Driggs/Chuck Haddix, Kansas City Jazz: From Ragtime to Bebop--A History. Oxford 2005; ISBN 0-19-530712-7, S. 165ff.